# Мътеница (река)
Вижте пояснителната страница за други значения на Мътеница.
Мътеница или Седрулска река, Садруле (до 25 юли 1989 г. Матан дере, Матан) е река в Югозападна България, област Благоевград, община Банско, ляв приток на Места. Дължината ѝ е 17,5 km и заедно с река Доспат и Доспатската котловина тя представлява границата между Велийшко-Виденишкия дял на Родопите от Север и Дъбраш от юг.
Реката извира от югозападните склонове на връх Шипоко (Гюлтепе). Първоначално тече на северозапад. След 6 km прави завой на югозапад и образува дъга. В долното си течение е изветна като Седрулска река. Минава покрай село Гостун и се влива в Места. Средният наклон на реката е 55‰, площта на басейна ѝ е 57 km2, средната надморска височина 1350 m, а средногодишният отток – 0,875 m3/s, като подхранването ѝ е снежно и дъждовно, пълноводието – пролетно, а маловодието – лятно-есенно.
Долината на реката е обрасла с иглолистни и смесени гори в горната си част и с кафяв габър и дъб в долната. Почвите в горната част са гранити и гранитогнайси, а в долната – вулканогенни и палеогенски езерни наслаги.
Основни притоци: → ляв приток, ← десен приток:
- ← Граничка река
- ← Калнишка река
- ← Ковачев дол